# The Nashville Teens
The Nashville Teens sono un gruppo musicale pop rock britannico, appartenente alla generazione della British Invasion, formatosi a Weybridge, nel Surrey in Inghilterra, nel 1962. Il gruppo è famoso per il suo singolo di successo Tobacco Road.

## Storia del gruppo

### 1961-1964

#### Origine
Fondato nel 1962 in Weibridge come "The Cruiser", il gruppo era costituito da: 
| Voci                                | Chitarra     | Basso        | Tastiera    | Batteria   |
| ----------------------------------- | ------------ | ------------ | ----------- | ---------- |
| Arthur Sharp / Ray (Ramon) Phillips | Mick Dunford | Pete Shannon | John Hawken | Dave Maine |

Prima dei "The Cruiser" i due cantanti Arthur Sharp e Ray (Ramon) Phillips appartenevano a gruppi musicali distinti: Art Sharp era il cantante dei The Variation Six Skiffle Group, mentre Ray Phillips era il cantante dei The Phoenix City Band. Con l'introduzione dei due nuovi cantanti, i "The Cruiser" cambiarono il proprio nome, ispirandosi ad una canzone degli Everly Brothers chiamata Nashville Blues, e divennero il primo gruppo britannico ad introdurre due voci soliste.

#### In Germania
Nel 1963 i Nashville Teens si esibirono in Germania (a Colonia e a Francoforte), con Terry Crowe come supporto alla voce. Ad Amburgo collaborarono con Jerry Lee Lewis negli studi di registrazione e Carl Perkins nel singolo Big Bad Blues. Durante la permanenza in Germania continuarono ad esibirsi insieme a gruppi emergenti come i The Spencer Davis Group. I Nashville Teens tornarono ad esibirsi ad Amburgo solo nel 2012.

#### In Inghilterra
A seguito delle esibizioni in Germania, i Nashville Teens tornarono nel Regno Unito per esibirsi in altre tournée e supportare artisti come Carl Perkins e Chuck Berry. Durante questi anni il gruppo, gestito da Don Arden, firmò un contratto con la Decca Records passando sotto la gestione di Mick Most che fece registrare al gruppo una versione di Tobacco Road.

#### Tobacco Road
Art Sharp, prima di dedicarsi alla musica, lavorava in un negozio di dischi di Woking, Surrey. Gli anni di lavoro nel negozio gli avevano permesso di entrare in contatto con canzoni importate dall'America come Tobacco Road, un brano country del 1960 di John D. Loudermilk. I Nashville Teens riconvertirono il suddetto brano in stile R&B.

#### Il successo
Il singolo Tobacco Road uscì nel luglio del 1964 diventando una delle icone degli anni sessanta. Il singolo raggiunse il sesto posto nelle classifiche del NME e vi rimase per tredici settimane.

#### Sostituzioni
Nel corso degli anni il gruppo ha subito numerosi cambi di personale.
→ = sostituzione durante l'anno
| anno | Voci                                        | Chitarra                 | Basso        | Tastiera    | Batteria                   |
| ---- | ------------------------------------------- | ------------------------ | ------------ | ----------- | -------------------------- |
| 1962 | Ramon Phillips / Arthur Sharp / Terry Crowe | Mick Dunford             | Pete Shannon | John Hawken | Dave Maine →Roger Groome   |
| 1963 | Ramon Phillips / Arthur Sharp               | Mick Dunford→ John Allen | Pete Shannon | John Hawken | Roger Groom → Peter Jones  |
| 1964 | Ramon Phillips / Arthur Sharp               | John Allen               | Pete Shannon | John Hawken | Peter Jones →Barry Jenkins |

### 1964-1972

#### Successi
Durante la metà degli anni sessanta il gruppo produsse altri quattro successi:
- Google Eye

Tre mesi dopo il successo di Tobacco Road il gruppo pubblicò Google Eye, scritta anch'essa da John D. Loudermilk, che raggiunse il decimo posto nella classifica autunnale della NME nel 1964.
- Find My Way Back Home

Durante il Natale del 1964 i Nashville Teens erano stati invitati ad unirsi al British Invasion Tour tenutosi a New York ma Mickie Most, ancora principiante nel suo mestiere da manager, non riuscì a procurare loro un permesso di lavoro a New York. Il gruppo si ritrovò bloccato a New York e impossibilitato a partecipare al tour.
Durante la loro permanenza forzata si esibirono al Murray The K's Show e registrarono un nuovo singolo nel marzo del 1965,  Find My Way Back Home raggiungendo il numero 34 nelle classifiche NME.
- This Little Bird

Il singolo, pubblicato nel maggio del 1965, dovette competere con la versione della cantante Marianne Faithfull che raggiunse il sesto posto in classifica.
- The Hard Way

L'ultimo successo del gruppo risale al 1966.

#### La gestione del gruppo
Per i Nashville Teens è stato complesso definire uno stile coerente a causa dei numerosi cambiamenti nella gestione e questo ha segnato profondamente l'andamento della loro carriera. Tra i produttori più conosciuti si ricordano Mickie Most, Andrew Loog Oldham e Shel Tammy.

#### Sostituzioni
Nel corso degli anni il gruppo ha subito numerosi cambi di personale.
→ = sostituzione durante l'anno
| Anno | Voci                          | Chitarra                          | Basso                      | Tastiera    | Batteria                     |
| ---- | ----------------------------- | --------------------------------- | -------------------------- | ----------- | ---------------------------- |
| 1965 | Ramon Phillips / Arthur Sharp | John Allen                        | Pete Shannon               | John Hawken | Barry Jenkins                |
| 1966 | Ramon Phillips / Arthur Sharp | John Allen                        | Pete Shannon / Neil Korner | John Hawken | Barry Jenkins → Roger Groome |
| 1967 | Ramon Phillips / Arthur Sharp | John Allen                        | Neil Korner                | John Hawken | Roger Groome                 |
| 1968 | Ramon Phillips / Arthur Sharp | John Allen                        | Neil Korner                | John Hawken | Roger Groome                 |
| 1969 | Ramon Phillips / Arthur Sharp | John Allen →Chris West→Len Tuckey | Neil Korner → Roger Deane  | ?           | Roger Groome → Lenny Butcher |
| 1970 | Ramon Phillips / Arthur Sharp | Len Tuckey                        | Roger Deane                | ?           | Lenny Butcher                |
| 1971 | Ramon Phillips / Arthur Sharp | Len Tuckey                        | Roger Deane                | ?           | Lenny Butcher                |
| 1972 | Ramon Phillips / Arthur Sharp | Len Tuckey                        | Roger Deane →Roger Deane   | Glen Turner | Lenny Butcher                |

### 1973-1984
Art Sharp lasciò il gruppo nel 1973 e per i successivi dieci anni Ray Phillips cercò di tenere vivo il gruppo con una serie di sostituzioni.
→ = sostituzione durante l'anno
| Anno  | Voce           | Chitarra                  | Basso                         | Tastiera                       | Batteria                |
| ----- | -------------- | ------------------------- | ----------------------------- | ------------------------------ | ----------------------- |
| 1973  | Ramon Phillips | Rob Hendry                | Trevor Williams               | Glen Turner                    | Lenny Butcher           |
| 1974  | Ramon Phillips | Rob Hendry                | Trevor Williams               | Trevor Nightingale             | Phil Sayers             |
| 19765 | Ramon Phillips | Ian Campbell              | Len Surtees                   | Simon Spratley                 | Phil Sayers → Rob Posey |
| 1976  | Ramon Phillips | Ian Campbell → Rod Roach  | Len Surtees                   | Simon Spratley                 | Rob Posey               |
| 1977  | Ramon Phillips | Rod Roach → Paul Mardell  | Len Surtees → Peter Brent     | Simon Spratley → Rick Westwood | Rob Posey               |
| 1978  | Ramon Phillips | Paul Mardell → Pete Agate | Peter Brent → Len Surtees     | Rick Westwood                  | Rob Posey               |
| 1979  | Ramon Phillips | Pete Agate                | Len Surtees                   | Rick Westwood                  | Rob Posey               |
| 1980  | Ramon Phillips | Pete Agate                | Len Surtees                   | ?                              | Rob Posey               |
| 1981  | Ramon Phillips | Pete Agate                | Len Surtees                   | ?                              | Rob Posey               |
| 1982  | Ramon Phillips | Pete Agate                | Len Surtees                   | ?                              | Rob Posey               |
| 1983  | Ramon Phillips | Pete Agate → Rod Roach    | Len Surtees → Dave Strubbs    | Simon Spratley                 | Adrian Metcalfe         |
| 1984  | Ramon Phillips | Rod Roach → Ian Campbell  | Dave Strubbs →Colin Pattenden | Simon Spratley                 | Adrian Metcalfe         |

### 1984 ad oggi
Dal 1984, ovvero da quando i Nashville Teens, grazie a Dave Dee, si sono esibiti in concerto a The Rainbow in supporto ai The Nordoff Robbins Fund, il gruppo ha assunto un suo stile coerente ed unico, con una nuova formazione.
→ = sostituzione durante l'anno
| Anno         | Voce           | Chitarra                  | Basso           | Tastiera       | Batteria        |
| ------------ | -------------- | ------------------------- | --------------- | -------------- | --------------- |
| 1984         | Ramon Phillips | Ian Campbell              | Colin Pattenden | Simon Spratley | Adrian Metcalfe |
| 1985-1988    | Ramon Phillips | Ian Campbell              | Colin Pattenden | Simon Spratley | Adrian Metcalfe |
| 1989 ad oggi | Ramon Phillips | Ian Campbell → Ken Osborn | Colin Pattenden | Simon Spratley | Adrian Metcalfe |

## Formazione

### Formazione attuale
- Ray Phillips – voce, basso (1962–73; 1980–oggi)
- Ken Osborn – chitarra (1989-oggi)
- Colin Pattenden – basso, voce (1985-oggi)
- Simon Spratley – tastiera (1975–77; 1989–oggi)
- Adrian Metcalfe – batteria (1983–oggi)

### Ex componenti

#### Cantanti
- Arthur Sharp – chitarra, cantante (1962–72)
- Trevor Williams – cantante, basso (1972–73)
- Terry Crowe – cantante (1963)

#### Chitarristi
- Mick Dunford – chitarra (1962–63)
- John Allen – chitarra (1963–69)
- Chris West – chitarra (1969)
- Len Tuckey – chitarra (1969–72)
- Rob Hendry – chitarra (1973 – 74)
- Ian Campbell – chitarra (1975–76; 1984–89)
- Peter Agate – chitarra (1978–83)
- Rode Roach – chitarra (1983–84)

#### Bassisti
- Pete Shannon Harris – basso, chitarra (1962–66)
- Neil Korner – basso (1966–69)
- Roger Dean – basso (1969–72)
- Trevor Williams – basso (1973–74)
- Len Surtees – basso (1975–77; 1978–83)
- Peter Brent – basso (1977–78)
- Dave Stubbs – basso (1983–84)

#### Tastieristi
- John Hawken – tastiera (1962–68)
- Glen Turner – tastiera (1972–73)
- Rick Westwood –tastiera (1977–79)

#### Batteristi
- Dave Maine – batteria (1962)
- Roger Groome – batteria (1962–63; 1966–69)
- Peter Jones –batteria (1963–64)
- Barry Jenkins – batteria (1964–66)
- Lenny Butcher –batteria (1969–73)
- Phil Sayers – batteria (1974–75)
- Rob Posey –batteria (1976–82)

## Artisti musicali correlati

### Nashville Teens e The Spencer Davis Group
I due gruppi, incontrati ad Amburgo negli anni sessanta, sono rimasti amici fin da allora. Oltre a questo, hanno condiviso l'esperienza di visitare i paesi della cortina di ferro alla fine degli anni sessanta e fine anni settanta. Pur di vivere questa esperienza i due gruppi non si facevano pagare per le loro esibizioni. I Nashville Teens sono ancora molto famosi in quei paesi, soprattutto in Ungheria. Ray Phillips ha pubblicato alcuni successi in Ungheria tra i quali This Little Bird che è stato visto come un inno di libertà per la lotta all'occupazione russa.

### Nashville Teens e The Animals
La loro amicizia è nata in tournée negli anni sessanta. Ray Phillips a volte appare come cantante ospite nelle loro tournée tutt'oggi.

## Apparizioni in serie televisive e film
- Be My Guest! - un film realizzato nel 1964 da Lance Comfort[5]
- Pop Gear - un film realizzato nel 1965 da Fred Goodes in cui i Nashville Teens hanno recitato insieme ai The Beatles, The Animals e altri gruppi della British Invasion.
- Ready Steady Go - programma televisivo britannico
- South bank Show - programma televisivo britannico trasmesso dal 1978 al 2010
- Saturday Superstore[6] - serie televisiva britannica per bambini
- Unforgettable - serie televisiva trasmessa dal 2011 al 2016
- Dominion Theater -  I Nashville Teens realizzarono una registrazione dal vivo
- Never Mind The Buzzcocks[7] - programma televisivo trasmesso tra il 1996 e il 2005 in cui Ray Phillips è comparso nel 2000

## Discografia

### Singoli
- Tobacco Road / I Like It Like That (1964)
- Google Eye / T.N.T. (1964)
- Find My Way Back Home / Devil in Law (1965)
- The Little Bird / Whatcha Gonna Do (1965)
- I Know How It Feels to Be Loved / Soon Forgotten (1965)
- The Hard Way / Upside Down (1966)
- Forbidden Fruit / Revived 45 Time (1966)
- That's My Woman / Words (1967)
- I'm Coming Home / Searching (1967)
- The Biggest Night of Her Life / Last Minute (1967)
- All Along the Watchtower / Sun Dog (1968)
- The Lament of the Cherokee Reservation Indian / Looking for You (1969)
- Ella James / Tennessee Woman (1971)
- You Shouldn't Have Been So Nice / Tell the People (1972)

### Album
- Tobacco Road (One Way Records, 1964)
  1. Tobacco Road (John D. Loudermilk, 2:27)
  2. I Need You Baby (Mona) (4:38)
  3. Need You (4:38)
  4. Bread and Butter Man (2:36)
  5. Hurting Inside (2:03)
  6. Hootchie Kootchie Man (3:37)
  7. Google Eye, Too Much (2:20)
  8. Parchman Farm (2:15)
  9. I Like It Like That (2:02)
  10. How Deep Is the Ocean? (2:42)
  11. La Bamba (2:09)
- Nashville Teens (New World Records, 1974)
  1. "The Biggest Night of Her Life (Randy Newman)
  2. Let It Rock/Rocking on the Railroad
  3. I'm a Lonely One
  4. Chantilly Lace (Jiles Perry Richardson)
  5. Day and Night
  6. Ex Kay on LX
  7. Widdicombe Fair
  8. "All Along the Watchtower" (Bob Dylan)
  9. Lawdy Miss Clawdy (Lloyd Price)
  10. Tobacco Road (John D. Loudermilk)
  11. The Little Bird (John D. Loudermilk)
  12. Break Up
  13. Sun Dog
  14. I'm Coming Home

### EP
- How Deep Is the Ocean
- I Need You Baby (Mona)
- Parchman Farm
- Bread and Butter Man (1964)